# Свети Апостоли (Солун)
„Свети Апостоли“ (на гръцки: Αγίων Αποστόλων) е средновековна православна църква в македонския град Солун, Егейска Македония, Гърция. От 1988 година е част от обектите на световното наследство на Юнеско като част от Раннохристиянските и византийските паметници в Солун.
Разположена е в началото на улица „Олимпос“, на едноименния площад „Агии Апостоли“, близо до западните стени на града и разрушената Литийска порта.
Храмът е построен между 1312 и 1315 година от патриарх Нифонт I Константинополски (1310 – 1314), като католикон на мъжки манастир, посветен на Света Богородица Скоропослушница. Основателят е споменат в надписа над входа „Πατριάρχης και κτήτωρ“ („Патриарх и ктитор“) и в керамопластичните надписи на западната и южната стена. Надпис на източната стена, споменава същия патриарх и ученика му игумен Павел, като първи и втори ктитор на манастира.
Иконографията в църквата е с високо художествено качество.
През Османския период църквата е обърната на джамия, под името Соук-су джамия.
- „Преображение Господне“, мозайка от 1310 – 1314 г.
- „Танцът на Саломе“, стенопис от второто десетилетие на XIV век
- Неизвестен светец, около 1314 г.